# Oyrières
Oyrières ist eine Gemeinde im französischen Département Haute-Saône in der Region Bourgogne-Franche-Comté.

## Geographie
Oyrières liegt auf einer Höhe von 212 m über dem Meeresspiegel, zehn Kilometer nördlich von Gray und etwa 45 Kilometer nordöstlich der Stadt Dijon (Luftlinie). Das Dorf erstreckt sich im äußersten Westen des Départements, in der leicht gewellten Landschaft zwischen den Flusstälern von Saône im Osten und Vingeanne im Westen, in der Talniederung des Ruisseau des Écoulottes.
Die Fläche des 14,03 km² großen Gemeindegebiets umfasst einen Abschnitt im Bereich des Plateaus nördlich der Ebene von Gray. Von Norden nach Süden wird das Gebiet von der breiten Talniederung des Ruisseau des Écoulottes (östlicher Quellbach) durchquert, der für die Entwässerung zur Saône sorgt. Die Talaue liegt auf durchschnittlich 210 m und bildete früher eine Moorniederung.
Flankiert wird das Tal auf beiden Seiten von einem Plateau, das eine Höhe von ungefähr 240 m erreicht. Es wird durch verschiedene Mulden untergliedert, die sich zum Ruisseau des Écoulottes hin öffnen. Die Hochfläche besteht aus einer Wechsellagerung von kalkigen und sandig-mergeligen Sedimenten der oberen Jurazeit und des Tertiärs. Während die Talniederung und die angrenzenden Hänge überwiegend landwirtschaftlich genutzt werden, herrschen auf dem Plateau, insbesondere an den Gemeindegrenzen, ausgedehnte Waldflächen vor. Die westliche Abgrenzung bildet der Bois Clair, die südliche der Grand Bois. Nach Osten erstreckt sich das Gemeindeareal über den Bois du Four bis in den Bois de Vereux. Auf einer Kuppe im Bois du Four wird mit 255 m die höchste Erhebung von Oyrières erreicht.
Nachbargemeinden von Oyrières sind Écuelle und Framont im Norden, Montot, Vereux und Montureux-et-Prantigny im Osten, Chargey-lès-Gray und Auvet-et-la-Chapelotte im Süden sowie Vars im Westen.

## Geschichte
Verschiedene Funde weisen darauf hin, dass das Gemeindegebiet bereits in Zeiten des Neolithikums und der gallorömischen Epoche besiedelt war. Erstmals urkundlich erwähnt wird Oyrières im Jahr 1135, als das Gebiet dem Kloster Theuley geschenkt wurde. Im Mittelalter gehörte das Dorf zur Freigrafschaft Burgund und darin zum Gebiet des Bailliage d’Amont. 1569 wurde Oyrières von Truppen des Herzogs von Zweibrücken geplündert und gebrandschatzt. Zusammen mit der Franche-Comté gelangte das Dorf mit dem Frieden von Nimwegen 1678 definitiv an Frankreich. Seit Anfang 2008 ist Oyrières Mitglied des 14 Ortschaften umfassenden Gemeindeverbandes Communauté de communes des Quatre Vallées.

## Sehenswürdigkeiten
Die Kirche von Oyrières wurde 1775 erbaut und im 19. Jahrhundert umfassend restauriert. Sehenswert sind die beiden Lavoirs, das Fontaine-Lavoir Sud im klassischen Stil, dessen Dach von zahlreichen Säulen getragen wird, und das Lavoir Nord, beide aus dem 19. Jahrhundert. Sie dienten einst als Brunnen, Waschhaus und Viehtränke.

## Bevölkerung
| Jahr                       | 1962 | 1968 | 1975 | 1982 | 1990 | 1999 |
| Einwohner                  | 339  | 347  | 348  | 390  | 401  | 450  |
| Quellen: Cassini und INSEE |      |      |      |      |      |      |

Mit 361 Einwohnern (1. Januar 2022) gehört Oyrières zu den kleineren Gemeinden des Département Haute-Saône. Nachdem die Einwohnerzahl in der ersten Hälfte des 20. Jahrhunderts deutlich abgenommen hatte (1881 wurden noch 570 Personen gezählt), wurde seit Beginn der 1960er Jahre wieder ein leichtes Bevölkerungswachstum verzeichnet.

## Wirtschaft und Infrastruktur
Oyrières war lange Zeit ein vorwiegend durch die Landwirtschaft (Ackerbau, Obstbau und Viehzucht) und die Forstwirtschaft geprägtes Dorf. Heute gibt es verschiedene Betriebe des lokalen Kleingewerbes, darunter ein Unternehmen der Nahrungsmittelindustrie. In den letzten Jahrzehnten hat sich das Dorf zu einer Wohngemeinde gewandelt. Viele Erwerbstätige sind deshalb Wegpendler, die in den größeren Ortschaften im Raum Gray ihrer Arbeit nachgehen.
Die Ortschaft ist verkehrstechnisch gut erschlossen. Sie liegt an der Hauptstraße D67, die von Gray nach Langres führt. Weitere Straßenverbindungen bestehen mit Vars, Vereux, Montot und Framont.